# 王喬齡
王喬齡（1498年—？），字維岳，浙江紹興府餘姚縣人，民籍，明朝政治人物。

## 生平
本名王喬。嘉靖元年（1522年）壬午科浙江鄉試第二十四名舉人。嘉靖十四年（1535年）中式乙未科會試第七十六名，登第三甲第九十七名進士。累官湖廣按察司佥事、兵备湖南道，驻長沙，升江西右參議。官至四川按察司副使。

## 家族
曾祖王諶；祖父王淑；父王椿，母熊氏。具慶下。弟高、嵩。弟王嵩，嘉靖二十年進士。